# James Coleridge
James Coleridge (3 de diciembre de 1759 - 10 de enero de 1836) fue el hermano mayor del filósofo-poeta Samuel Taylor Coleridge.

## Historia
James fue el tercer hijo del Reverendo John Coleridge, el respetado vicario de la Iglesia de Santa María, Ottery St Mary, y fue director de la King's School, una escuela de gramática gratuita establecida por el Rey Enrique VIII en la ciudad. Anteriormente había sido director de la Escuela de Hugh Squier en South Molton, Devon, y conferenciante en Molland, cercano. 
James obtuvo su capitanía durante el período de las Guerras Revolucionarias Francesas y luego fue ascendido a Coronel. Compró la casa familiar de los Coleridge, la Casa del Cantor, en Ottery St. Mary, Devon, en 1796. Durante las Guerras Napoleónicas, escoltó prisioneros franceses a la HM Prison Dartmoor. 

## Familia
El 27 de febrero de 1788 se casó con Frances Duke Taylor (1759 - 1838) en la Iglesia de St Mary Arches Church, Exeter. Tuvieron seis hijos sobrevivientes, incluyendo a Sir John Taylor Coleridge, futuro juez de la Corte del Rey, y Henry Nelson Coleridge, el editor de las obras de Samuel Taylor Coleridge.
Falleció el 10 de enero de 1836 a la edad de 76 años, y está enterrado en la Iglesia de Santa María, Ottery St Mary, junto a su esposa.